# پنجاه و هشتمین مراسم گلدن گلوب
۵۸مین مراسم گلدن گلوب (به انگلیسی: 58th Golden Globe Awards) به افتخار بهترین فیلم و تلویزیون سال ۲۰۰۰ در ژانویه سال ۲۰۰۱ در هتل بورلی هیلتون شهر بورلی هیلز لس آنجلس کالیفرنیا برگزار شد. بهترین فیلم این دوره به گلادیاتور به کارگردانی ریدلی اسکات رسید و گوی زرین بهترین بازیگر نقش اول مرد بهتام هنکس رسید. گوی زرین بهترین بازیگر کمدی به جرج کلونی برای فیلم ای برادر، کجایی؟ رسید؛ و یکی از مهترین جایزه‌های گلدن گلدن، بهترین کارگردانی به انگ لی رسید.

## نامزدی‌ها و جوایز
| بهترین فیلم | بهترین فیلم |
| درام | موزیکال یا کمدی |
| --- | --- |
| - - گلادیاتور - بیلی الیوت - ارین براکویچ - نور آفتاب - قاچاق - پسران واندر | - - تقریباً مشهور - بهترین نمایش - فرار مرغی - شکلات - ای برادر، کجایی؟ |
| بهترین اجرای فیلم - درام | |
| بهترین بازیگر مرد | بهترین بازیگر زن |

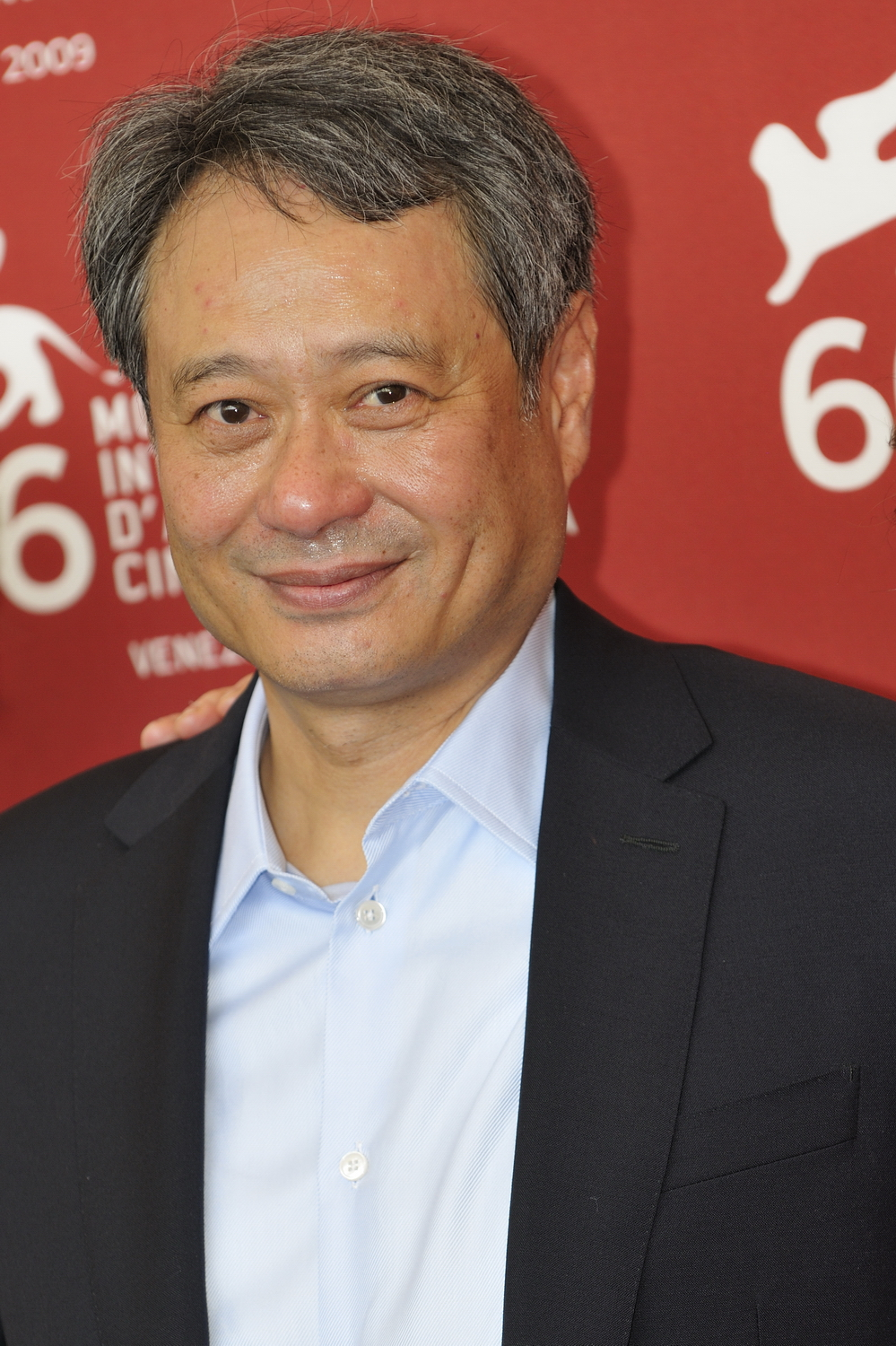
انگ لی، برنده بهترین کارگردانی

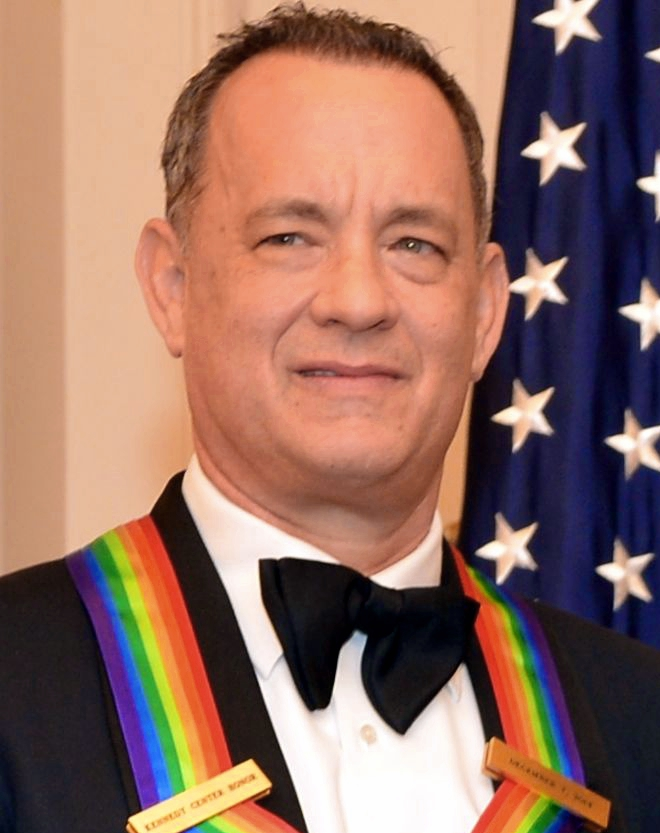
تام هنکس، برنده بهترین بازیگر مرد فیلم درام

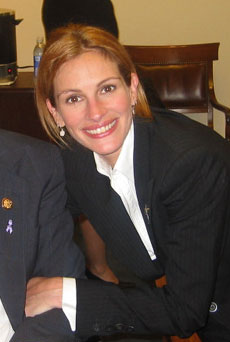
جولیا رابرتز، برنده بهترین بازیگر زن فیلم درام

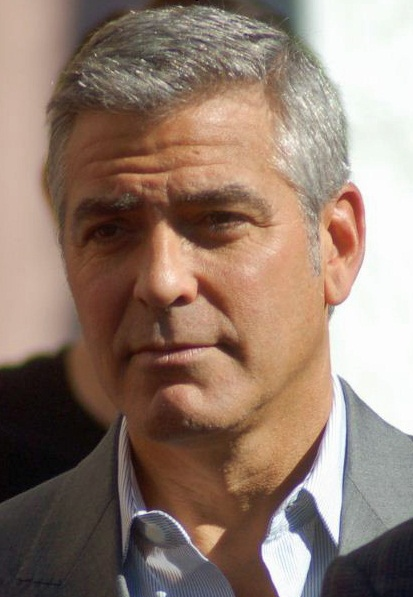
جرج کلونی، برنده بهترین بازیگر مرد فیلم کمدی یا موزیکال

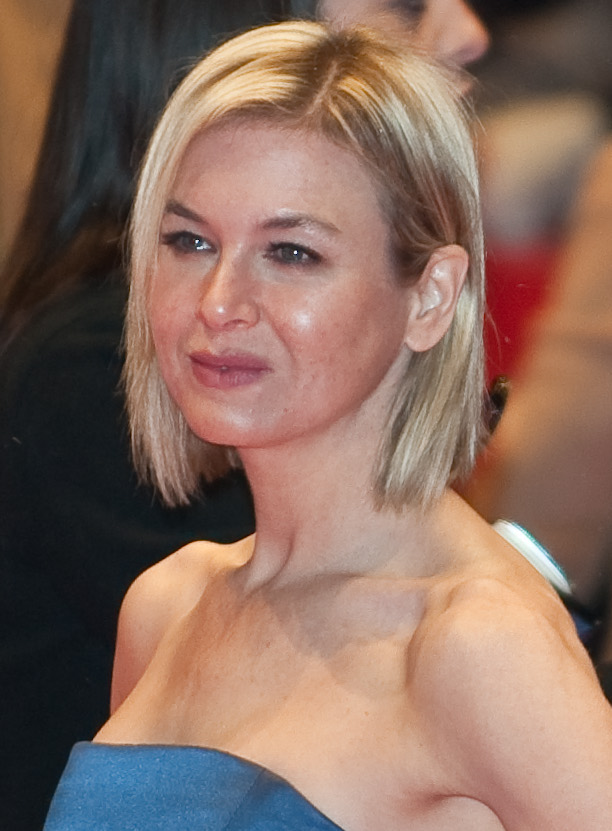
رنه زلوگر، برنده بهترین بازیگر زن فیلم کمدی یا موزیکال

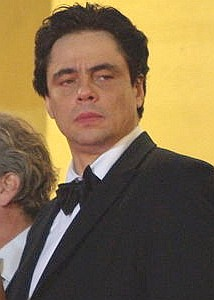
بنیسیو دل تورو، برنده بهترین بازیگر مکمل مرد فیلم درام

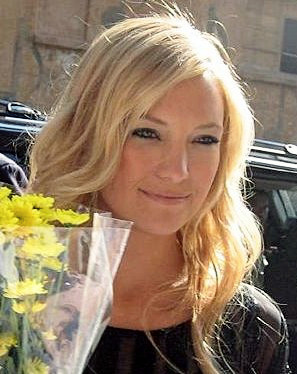
کیت هادسون، برنده بهترین بازیگر مکمل زن فیلم درام

| - - تام هنکس برای فیلم دورافتاده - خاویر باردم برای فیلم پیش از آغاز شب - راسل کرو برای فیلم گلادیاتور - مایکل داگلاس برای فیلم پسران واندر - جفری راش برای فیلم قلم پرها                                           | - - جولیا رابرتز برای ارین براکویچ - جوآن آلن برای فیلم رقیب - بیورک برای فیلم رقصنده در تاریکی - الن برستین برای فیلم مرثیه برای یک رؤیا - لورا لینی برای فیلم می‌توانی روی من حساب کنی                |
| بهترین اجرای فیلم - موزیکال یا کمدی | |
| بهترین بازیگر مرد | بهترین بازیگر زن |
| - - جرج کلونی برای فیلم ای برادر، کجایی؟ - جیم کری برای فیلم چگونه گرینیچ کریسمس را دزدید - جان کیوساک برای فیلم وفاداری بزرگ - رابرت د نیرو برای فیلم ملاقات با والدین - مل گیبسون برای فیلم زنان چه می‌خواهند      | - - رنه زلوگر برای فیلم پرستار بتی - ژولیت بینوش برای فیلمشکلات - برندا بلتین برای فیلم صرفه جویی در مصرف گریس - ساندرا بولاک برای فیلم دختر شایسته اخلاق - تریسی آلمن برای فیلم زمان کوچک کلاهبرداران |
| بهترین اجرای برای نقش مکمل در فیلم- درام، موزیکال یا کمدی | |
| بهترین بازیگر نقش مکمل مرد | بهترین بازیگر نقش مکمل زن |
| - - بنیسیو دل تورو برای فیلمقاچاق - جف بریجز برای فیلم رقیب - ویلم دافو برای فیلم سایه خون‌آشام - آلبرت فینی برای فیلم ارین براکویچ - واکین فینیکس برای فیلم گلادیاتور                                               | - - کیت هادسون برای فیلم تقریباً مشهور - جودی دنچ برای فیلم شکلات - فرانسیس مک‌دورمند برای فیلم تقریباً مشهور - جولی والترز برای فیلم بیلی الیوت - کاترین زتا جونز برای فیلم قاچاق                        |
| بهترین کارگردانی | بهترین فیلمنامه |
| - - انگ لی برای کارگردانی ببر خیزان، اژدهای پنهان - ریدلی اسکات برای کارگردانی گلادیاتور - استیون سودربرگ برای کارگردانی ارین براکویچ - استیون سودربرگ برای کارگردانی قاچاق - ایشتوان سابو برای کارگردانی نور آفتاب | - - قاچاق - تقریباً مشهور - قلم پرها - پسران واندر - می‌توانی روی من حساب کنی |

## بهترین سریال تلویزیونی
| بهترین سریال                                    | بهترین سریال                                                   |
| جایزه گلدن گلوب بهترین سریال تلویزیونی          | جایزه گلدن گلوب بهترین سریال موزیکال یا کمدی                   |
| ----------------------------------------------- | -------------------------------------------------------------- |
| - - بال غربی - سی‌اس‌آی - ئی‌آر - تمرین - سوپرانوز | - - سکس و شهر - آلای مک‌بیل - فریزر - دنیای مالکوم - ویل و گریس |

## برندگان گوی زرین مرد و زن سریال تلویزیونی

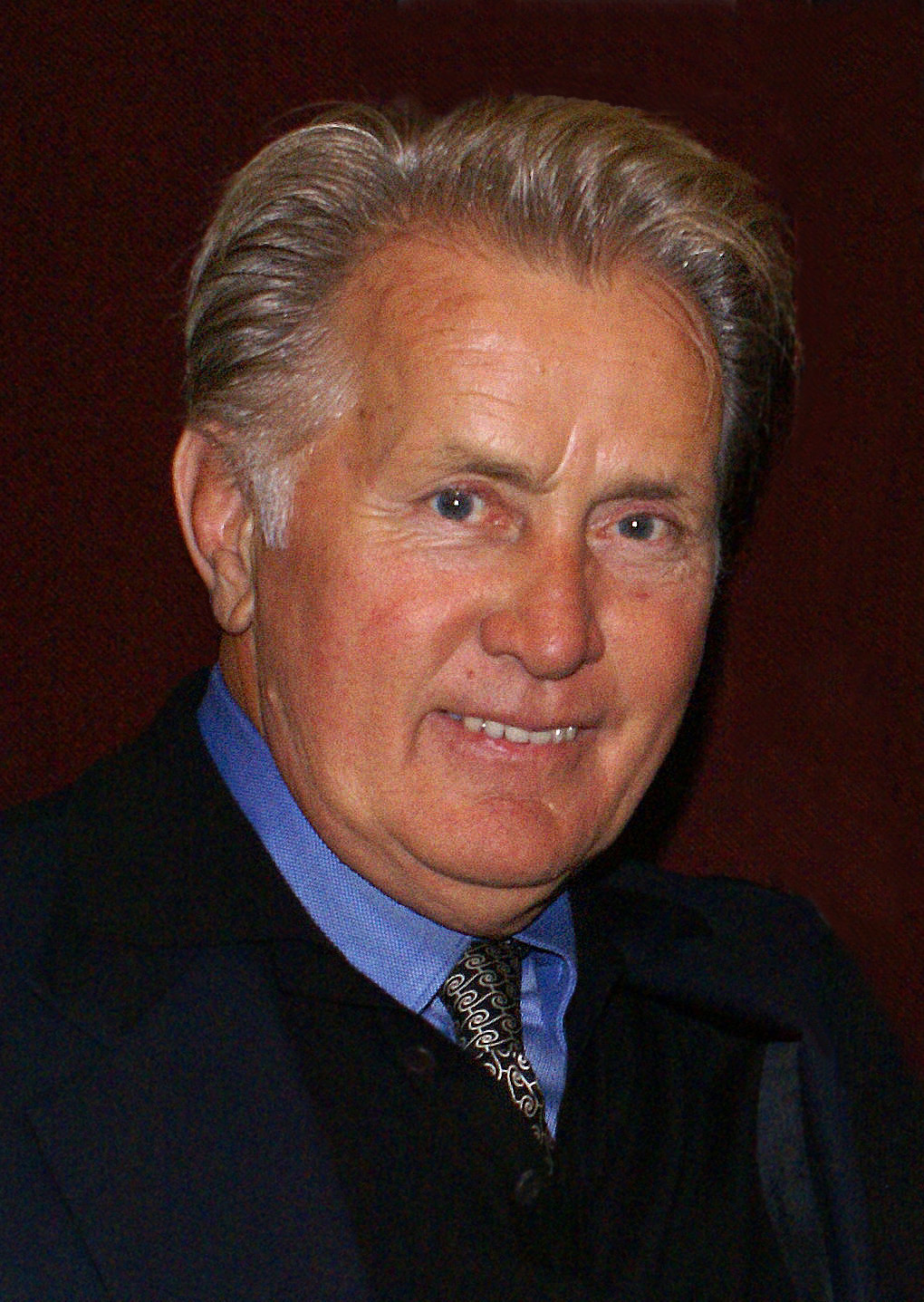
مارتین شین، برنده بهترین بازیگر نقش اول مرد در یک سریال تلویزیونی - درام
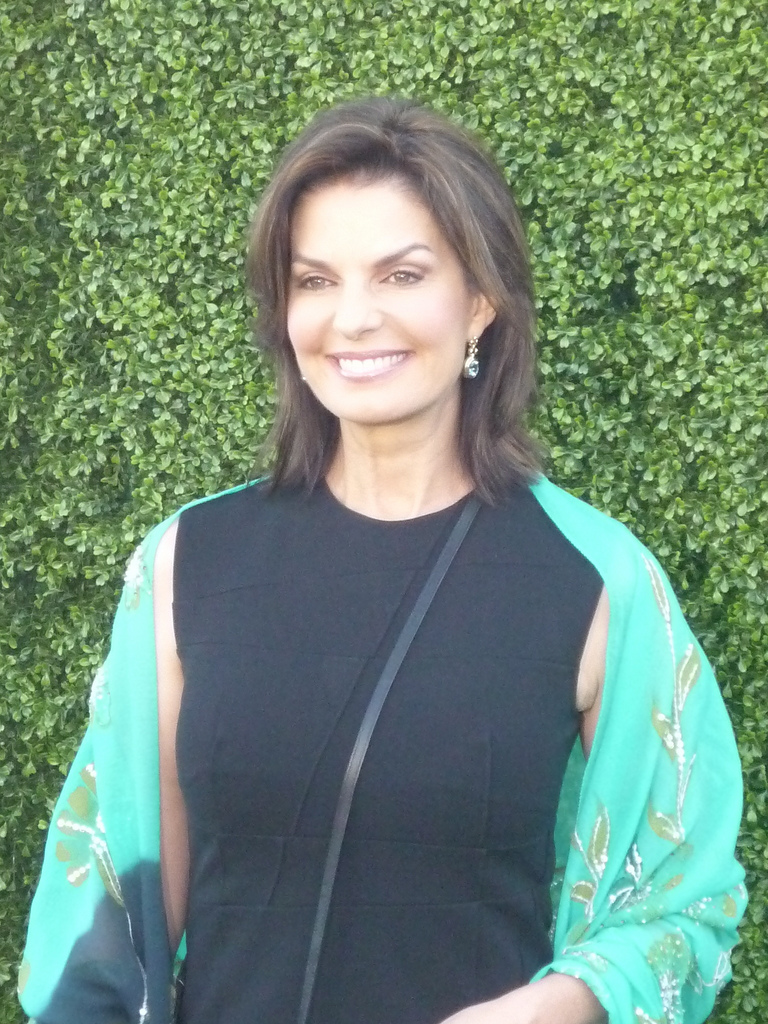
لاسا وارد، برنده بهترین بازیگر نقش اول زن در یک سریال تلویزیونی - درام
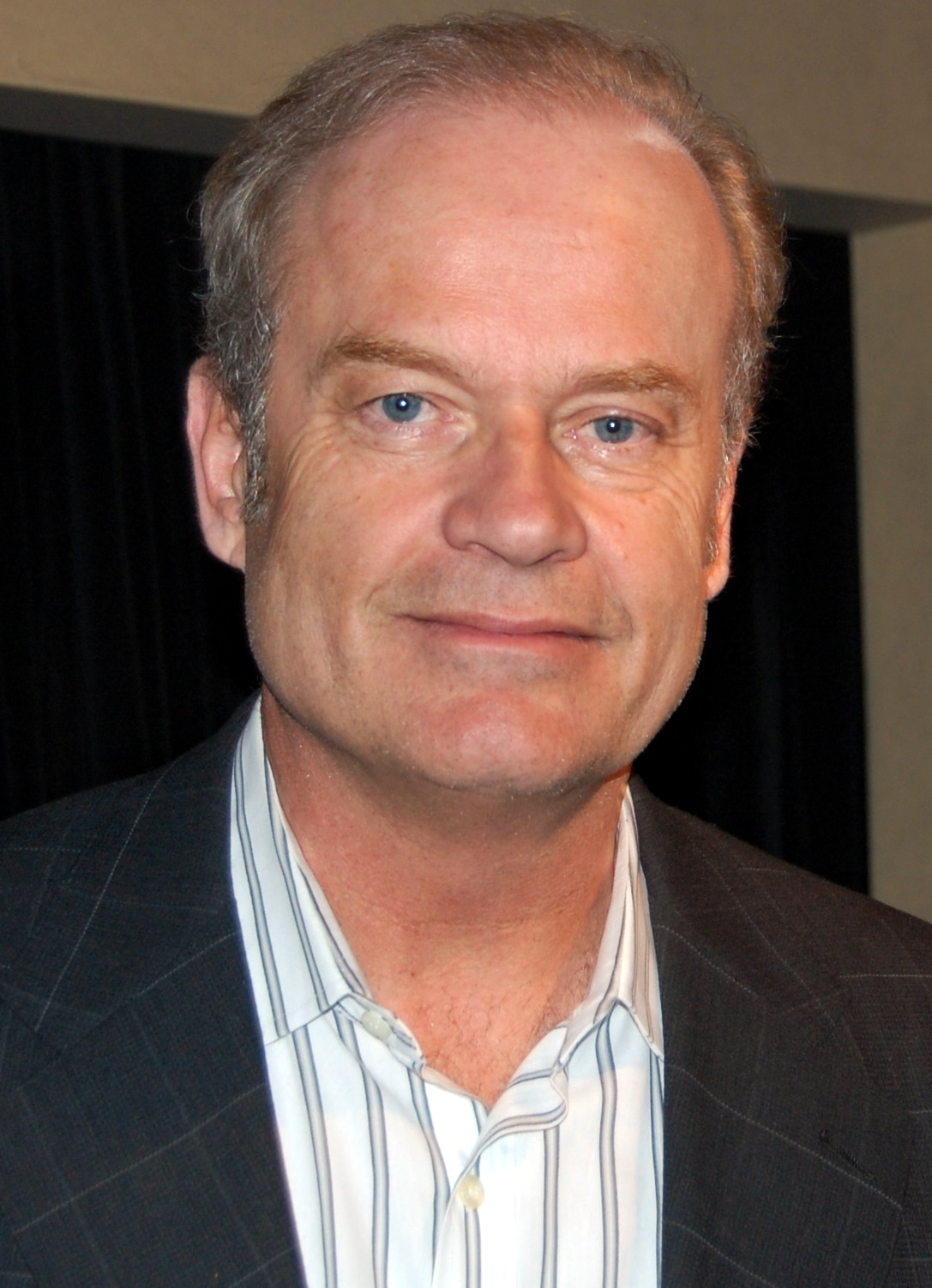
کلسی گرامر، برنده بهترین بازیگر نقش اول مرد در یک سریال تلویزیونی - موزیکال یا کمدی
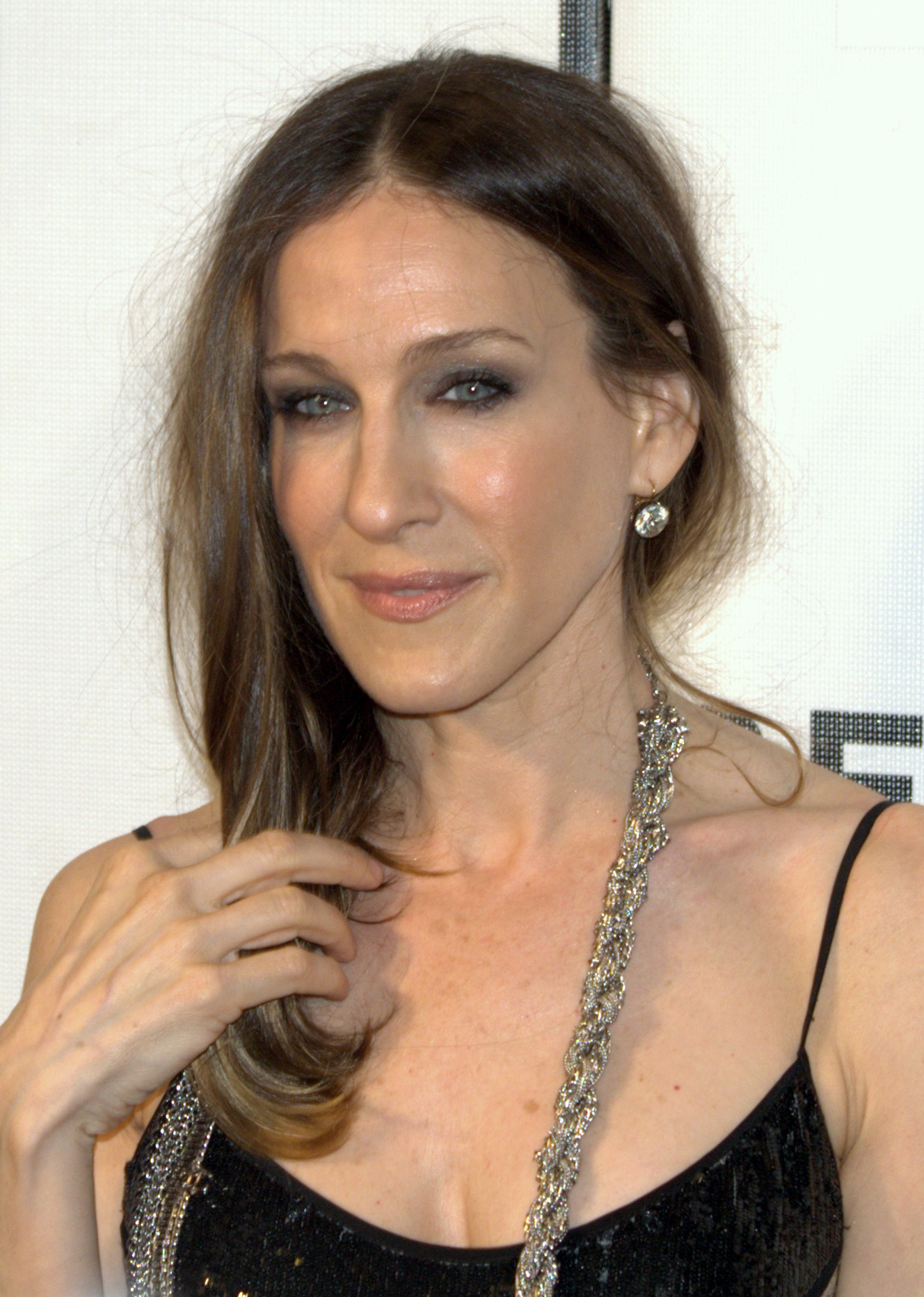
سارا جسیکا پارکر برنده بهترین بازیگر نقش اول زن در یک سریال تلویزیونی - کمدی یا موزیکال

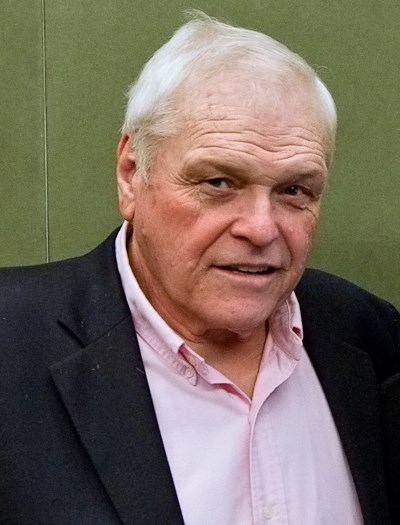
برایان دنهی، برنده بهترین بازیگر نقش اول مرد در یک مینی سریال یا فیلم ساخته شده برای تلویزیون
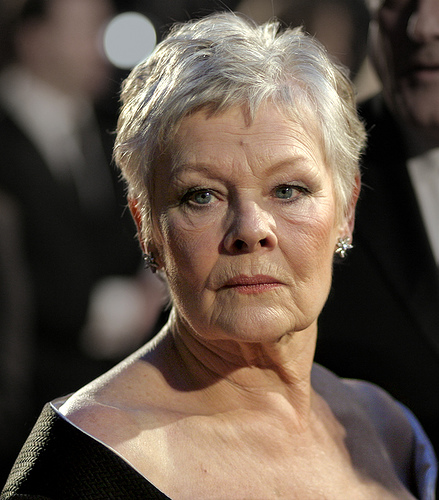
جودی دنچ، برنده بهترین بازیگر نقش اول زن در یک مینی سریال یا فیلم ساخته شده برای تلویزیون
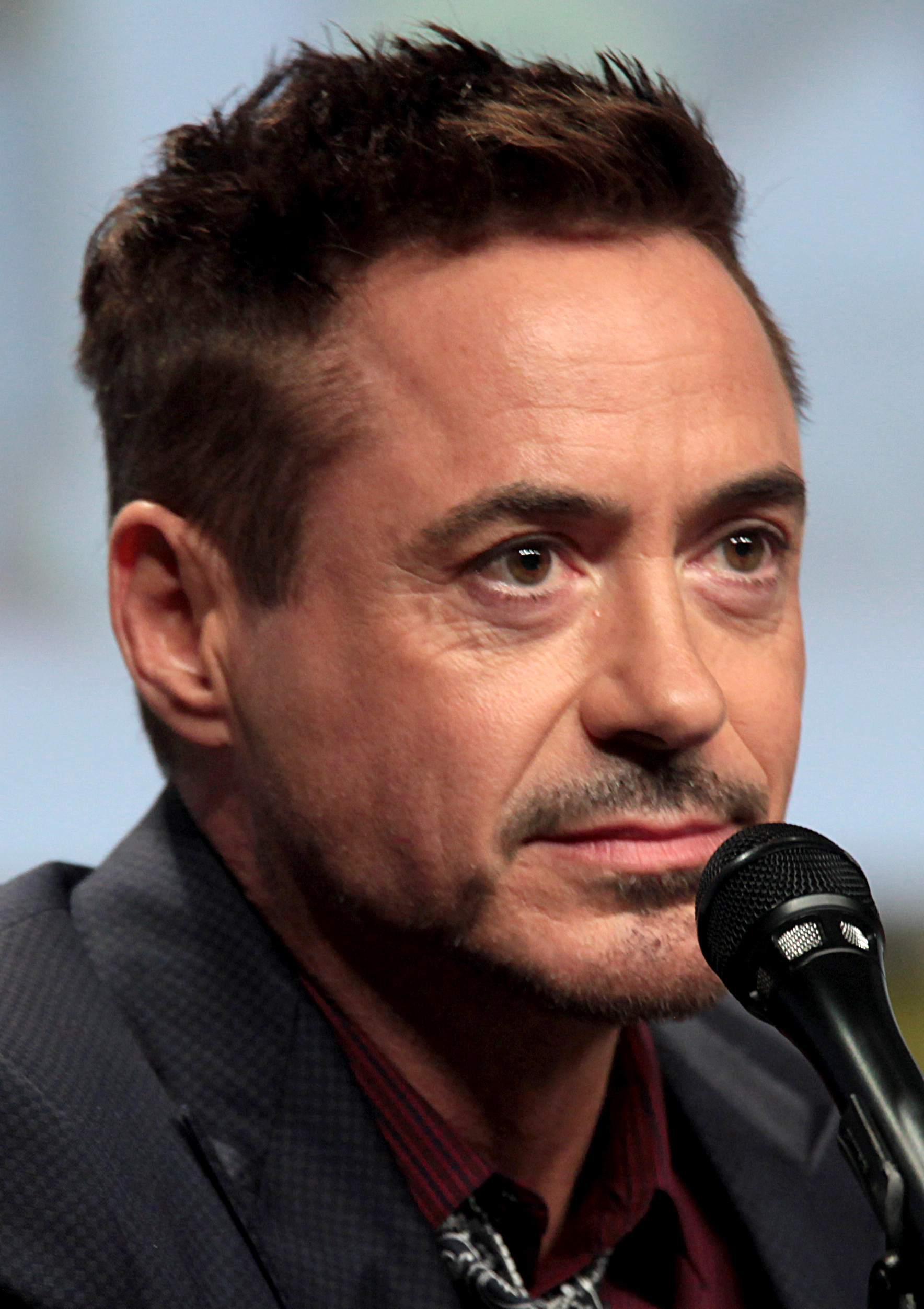
رابرت داونی جونیور، برنده بهترین بازیگر مرد در نقش مکمل در یک ، مینی سریال یا فیلم ساخته شده برای تلویزیون
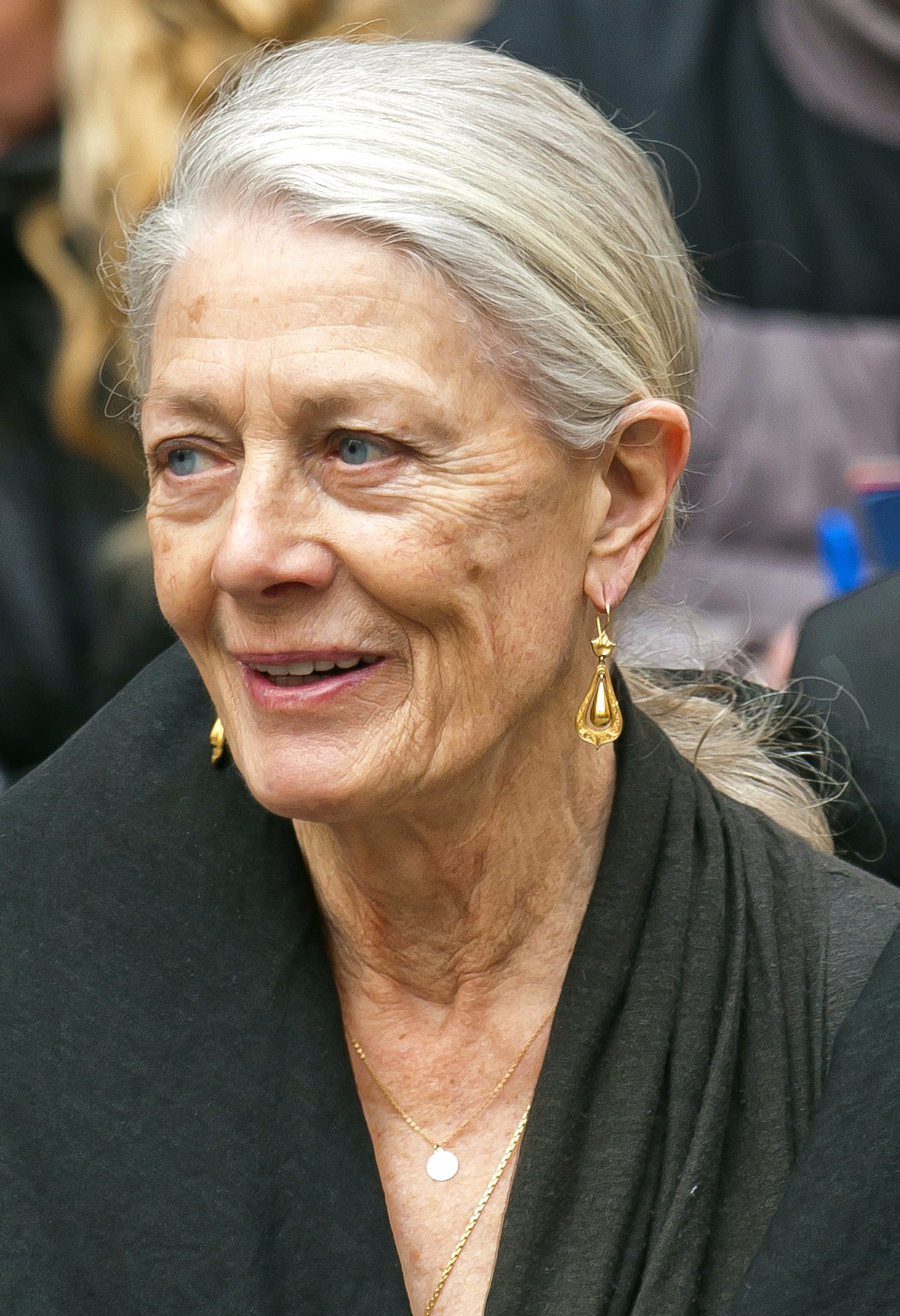
ونسا ردگریو، برنده بهترین بازیگر زن در نقش مکمل در یک ، مینی سریال یا فیلم ساخته شده برای تلویزیون